# Raymond Murray Schafer
Raymond Murray Schafer (Sarnia, 18 luglio 1933 – Peterborough, 14 agosto 2021) è stato un compositore, scrittore e ambientalista canadese.
Raymond Murray Schafer è particolarmente noto sia per il World Soundscape Project, da lui ideato negli anni Sessanta per promuovere una nuova ecologia del suono, sensibile ai crescenti problemi dell'inquinamento acustico, sia per il testo The Tuning of the World (1977), tradotto in Italiano con il titolo Il paesaggio sonoro.
Personalità eclettica tra le più interessanti della musica contemporanea nordamericana, Schafer ha studiato al Royal Conservatory di Londra e all'Università di Toronto. Per molti anni ha insegnato alla Simon Fraser University di Vancouver, dove ha varato il World Soundscape Project. Nel 1987 è stato insignito del premio Glenn Gould e nel 2005 del Walter Carsen Prize, attribuitogli dal Canada Council for the Arts.
Muore vicino a Peterborough, Ontario, per il morbo di Alzheimer.